# Guaynabo
Guaynabo est une municipalité de Porto Rico (code international : PR.GB) qui s'étend sur 70 km2 et compte 89 780 habitants en 2020.